# Калао рудогузий
Калао рудогузий (Penelopides panini) — вид птахів родини птахів-носорогів (Bucerotidae).

## Поширення
Ендемік Філіппін. Поширений на острові Панай та супутних островах Сікогон, Пан де Азукар, Гуймарас, Негрос, Масбате і Тікао. Мешкає у вічнозелених лісах на висоті до 1000 метрів над рівнем моря.

## Опис
Одним з найменших птахів-носорогів. Загальна довжина тіла 45 см. Довжина крил у самців становить від 24,6 до 27,5 см, а у самиць — від 23,6 до 26,5 см. У самців також більші дзьоб і хвіст: дзьоб у самця середнього розміру майже 11 см; хвіст має довжину 22 см. У самиць довжина дзьоба в середньому становить 9,4 см, а хвоста — 20,7 см.
У самців голова, шия і груди жовтувато-білого кольору. Вушна область і горло чорні. Нижня частина грудей, живота і стегон, а також верхня частина хвоста і нижні криючі частини хвоста мають червонувато-бурий колір. Верхня частина тіла та крила чорні з металевими зеленими відблисками. Хвіст червонувато-жовтий з чорною смугою. Дзьоб темно-роговий з жовтими борозенками на обох щелепах. Шолом складається з трохи піднятого гребеня, який закінчується в передній половині дзьоба. Неоперена шкіра навколо очей варіюється від білястого до тілесного кольору. Голе горло чорне. Очі червоні, ноги і стопи темно-карі. У самиць, на відміну від самців, також чорні голова, шия і верхня частина грудей, а також верхній і нижній хвостовий покрив. Шкіра навколо очей блідо-блакитна. Очі червоні, ноги і ступні чорні.

## Підвиди
- P. p. ticaensis Hachisuka, 1930, поширений лише на острові Тікао;
- P. p. panini (Boddaert, 1783), основна частина ареалу.